# Future Breeze
Future Breeze is een Duitse dance-formatie, bestaande uit Markus Boehme (1972), Martin Hensing (1973) en Vincent Price. Ze werden eind jaren negentig bekend met de hit Why Don't You Dance With Me en hun remix van Encore Une Fois van Sash!. Ook waren ze deel van het project 4 Clubbers.

## Geschiedenis
Boehme en Hensing ontmoeten elkaar wanneer ze samen op de middelbare school zitten. Het duo begint samen muziek te produceren met een Amiga en een Commodore 64 computer. In de jaren negentig gaan ze dancemuziek produceren en in 1995 krijgen ze platencontract nadat ze een demo hebben gestuurd aan het label Alphabet City. Hun eerste single, Read My Lips, scoort vooral goed in de Duitse dancecharts en verkoopt enkele duizende exemplaren.
In 1996 volgt de internationale doorbraak met de single Why Don't You Dance With Me, een single die ze in enkele uren produceren. Ook maken ze indruk met hun remix van Encore Une Fois van Sash!. Deze wordt uiteindelijk een nieuwe singleversie dat dit nummer. Daarna hebben ze een tweede hit met Keep The Fire Burnin', waarvoor ze met Terri Bjerre als vocialist werken. In 1997 verschijnt ook hun album Why?, dat enkele weken in de albumhitlijsten staat. Opvolgende singles als Another Day en Cruel World zijn minder zichtbaar buiten Duitsland.  
Eind 2001 weten ze opnieuw een bescheiden internationale hit te produceren met Temple of Dreams. Daarbij worden ze geïnspireerd door de sound van DuMonde. Op aandringen van het label voorziet Terri Bjerre het opnieuw van vocals. Het label In zowel Nederland en als het VK worden hitnoteringen bereikt. Succesvolle remixes in deze periode zijn die voor Safri Duo (Baya Baya) en Voodoo & Serano (Blood is pumping). Ook gaan ze de samenwerking aan met het duo Junkfood Junkies als 4 Clubbers. Hiermee maken ze een eigen versie op de hit Children van Robert Miles. In 2005 verschijnt het album Second Life, waarop ook een dvd met hun videoclips te vinden is. Daarna neemt hun relevantie sterk af, al blijven ze actief. In 2021 voegt producer Vincent Price zich bij de groep.  

## Discografie
- 1995: House
- 1995: Read My Lips
- 1996: Why Don't You Dance With Me?
- 1997: Keep The Fire Burnin'
- 1997: Why? (Album)
- 1997: How Much Can You Take?
- 1998: Another Day
- 1999: Cruel World
- 2000: Smile
- 2001: Mind In Motion (alleen op vinyl)
- 2001: Temple Of Dreams
- 2002: Ocean of Eternity
- 2002: Heaven Above
- 2004: Push/Second Life (alleen op vinyl)
- 2004: Out of the Blue (alleen op vinyl)
- 2006: Second Life (album+dvd)
- 2009: Adagio for Strings
- 2009: Fade to Grey 2009
- 2010: Why don't you dance with me? 2010 (mp3)
- 2012: Animal (mp3)

### Hitlijsten
| Single met eventuele hitnotering(en) in de Nederlandse Top 40 | Datum van verschijnen | Datum van binnenkomst | Hoogste positie | Aantal weken | Opmerkingen             |
| ------------------------------------------------------------- | --------------------- | --------------------- | --------------- | ------------ | ----------------------- |
| Why Don't You Dance with Me                                   | 1997                  | 15-03-1997            | 6               | 8            | Dancesmash op Radio 538 |
| Keep the Fire Burnin'                                         |                       | 24-05-1997            | tip4            | -            | Dancesmash op Radio 538 |
| Children                                                      |                       | 06-04-2002            | tip6            | -            | met 4 Clubbers          |
| Temple Of Dreams                                              |                       | 20-04-2002            | 74              | 1            |                         |

| Single met hitnotering(en) in de Vlaamse Ultratop 50 | Datum van verschijnen | Datum van binnenkomst | Hoogste positie | Aantal weken | Opmerkingen |
| ---------------------------------------------------- | --------------------- | --------------------- | --------------- | ------------ | ----------- |
| Why Don't You Dance With Me                          | 1996                  | 25-01-1997            | 9               | 15           |             |
| Keep The Fire Burnin'                                | 1997                  | 31-05-1997            | 20              | 9            |             |